# Техноценоз
Техноценоз (др.-греч. τέχνη — мастерство, греч. ϰοινός — общий) — ограниченная во времени и пространстве искусственная система, сообщество изделий со слабыми связями и едиными целями, выделяемое для целей проектирования или строительства.. Термин введён по аналогии с биоценозом.
Анализ техноценозов аналогичен методам биологического исследования, в рамках техноценоза (например, промышленного предприятия) выделяются семейства изделий, а также отдельные их виды. Каждое конкретное изделие с одной стороны уникально, а с другой стороны — создано на основе чертежей, или иной информации, которую можно отождествить с генетическим кодом живых существ.
Техноценозы можно выделить в отдельную по отношению к живой и неживой материи группу.
Действующий техноценоз обладает устойчивостью как развития, так и структуры. Новые техноценозы зарождаются в рамках уже существующих, их самостоятельное развитие происходит в результате значительного распространения лежащих в их основе инженерных и научных решений, приводящего к появлению новых отраслей экономики. Замещение одних техноценозов другими являет собою процесс развития производительных сил и эволюционное развитие техноценозов в рамках техносферы.